# Quastenberg
Quastenberg ist ein Ortsteil der Stadt Burg Stargard des Amtes Stargarder Land im Landkreis Mecklenburgische Seenplatte in Mecklenburg-Vorpommern.

## Geographie
Der Ort liegt zwei Kilometer ostnordostwärts der Stadt Burg Stargard und acht Kilometer südöstlich von Neubrandenburg in einem Endmoränengebiet östlich des Tollensesees. Die Nachbarorte sind Kreuzbruchhof im Norden, Dewitz im Osten, Teschendorf im Südosten, Sabel im Südwesten sowie Bargensdorf und Lindenhof im Nordwesten.

## Geschichte
Im Jahr 1316 fand in der Nähe des Ortes jenes Aufeinandertreffen statt, in dem der Markgraf Waldemar 60 seiner Ritter als Gefangene einbüßte. Dies geschah auf dem Rückzug von einem erfolglosen Angriff auf das fünf Kilometer südlich gelegene Riepke. Die erste urkundliche Erwähnung des Ortes stammt aus dem Jahr 1333. Darin wird er unter dem Namen „Quastenberge“ verzeichnet.
Zum 1. Juli 1961 wurde die zuvor selbständige Gemeinde Quastenberg in die Stadt Burg Stargard eingegliedert und dort zu einem Ortsteil.

## Bauwerke

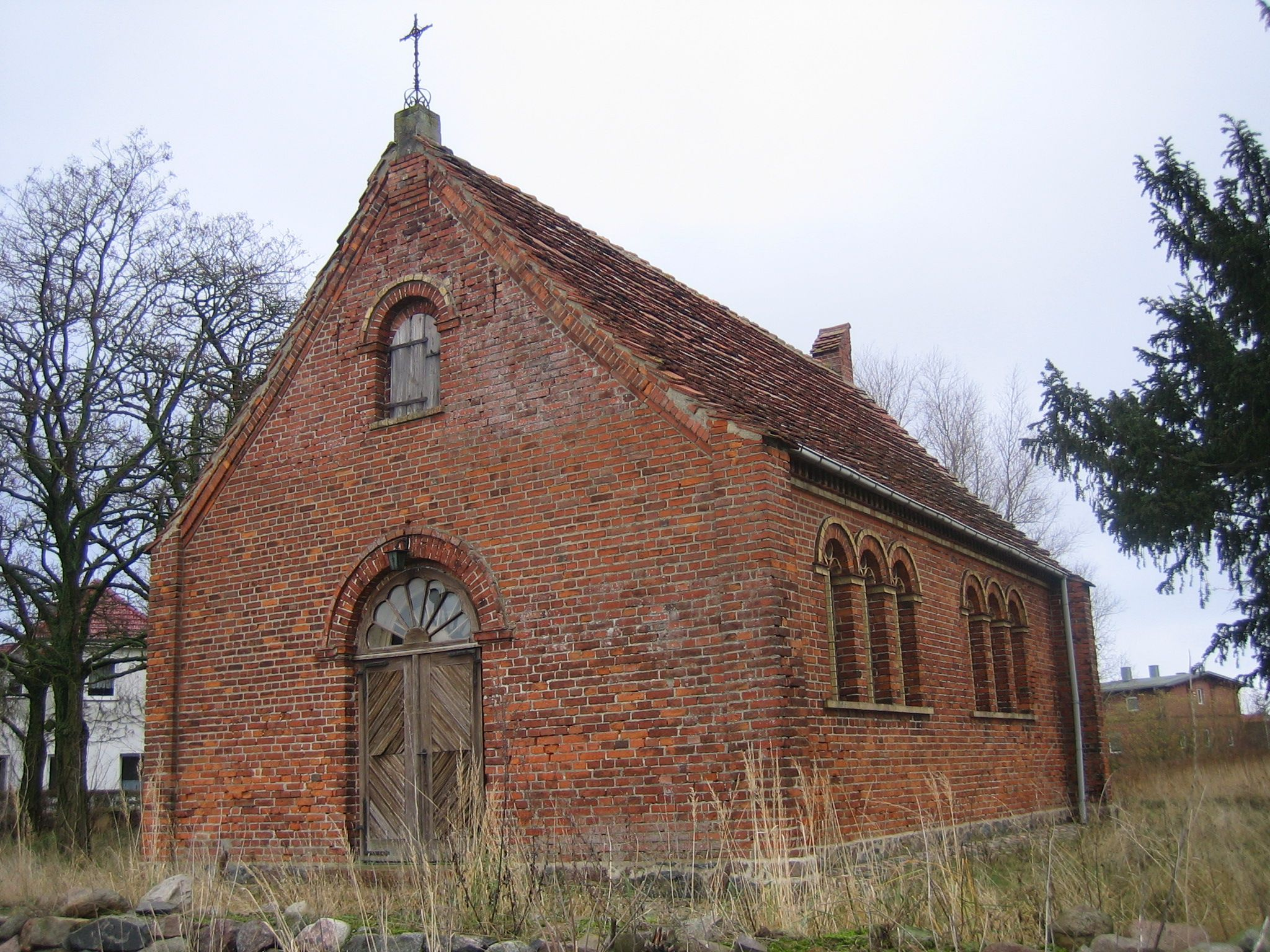
Dorfkirche Quastenberg

Die Dorfkirche Quastenberg ist in die Denkmalliste des Landkreises Mecklenburgische Seenplatte aufgenommen worden.